# Dê Messina
Dê Messina là một giống bản địa của loài dê từ khu vực Monti Nebrodi và Monti Peloritani ở tỉnh Messina, trên đảo Sicily của Địa Trung Hải, ở miền nam nước Ý. Nó được nuôi dưỡng chủ yếu ở những khu vực đó, nhưng cũng có ở các tỉnh Catania, Enna và Palermo. Phạm vi của nó một phần chồng chéo với giống dê Argentata dell'Etna. Loài này đã được chính thức công nhận và một cuốn sách gia phả được thành lập vào năm 2001. Nó trước đây được biết đến như là Capra dei Nebrodi (trong khu vực đó) hoặc nói chung là các cộng đồng cư dân Sicily.
Dê Messina là một trong bốn mươi ba giống dê dê của Ý phân bố hạn chế trong đó một cuốn sách được lưu giữ bởi Associazione Nazionale della Pastorizia, hiệp hội chăn nuôi cừu và dê quốc gia Ý. Vào cuối năm 2013, số lượng dê đã đăng ký được báo cáo là 9814 và là 10.409 con, tổng số ước tính là 42.000 con.

## Sử dụng
Năng suất sữa trên mỗi chu kỳ sữa của dê Messina là 137 ± 66 lít đối với cừu cái sinh lần đầu, 170 ± 35 l đối với con thứ hai, và 188 ± 36 l đối với dê cái sinh lần 3 trở đi. Sữa dê này có trung bình 5,83% chất béo và 4,13% protein, và được sử dụng chủ yếu để làm pho mát caprino và sữa hỗn hợp.